# Serpneve
Serpneve (en ucraniano: Серпневе) es un pueblo ucraniano perteneciente al óblast de Odesa. Situado en el suroeste del país, es parte del raión de Bolgrado y del municipio (hromada) de Tarútine.

## Toponimia
El nombre del asentamiento en otros idiomas de importancia en el asentamiento es Serpnévoye (en ruso: Серпневое), mientras que en otros idiomas conserva el nombre original del lugar, Leipzig (en rumano: Leipțig; en alemán: Leipzig).

## Geografía
Serpneve se encuentra a orillas del río Kogilnik, 20 km al noroeste de Tarútine y en la frontera con Moldavia. Serpneve está dentro de la región histórica de Budyak, en la parte meridional de Besarabia.

## Historia
El lugar se encontraba en el territorio del principado de Moldavia, que fue un estado vasallo del Imperio otomano. Con el tratado de Bucarest de 1812, junto al resto de Budyak, al Imperio ruso. En un manifiesto de 1813, el zar Alejandro I convocó a los colonos alemanes a colonizar las estepas recién conquistadas en la gobernación de Nueva Rusia. En 1814, emigrantes alemanes fundaron aquí Leipzig como el octavo asentamiento alemán en la zona.
Los emigrantes que se instalaron aquí en 1814 fueron 126 familias alemanas, que llegaron en tres trenes en el otoño de 1814 a la zona que más tarde se convertiría en Leipzig. Entre 1815 y 1816 el asentamiento llevó el nombre de Skinos, que deriva del nombre moldavo del río Kogilnik. Más tarde se llamó brevemente Katharinenruh en honor a Catalina la Grande, pero desde 1817 llevó el nombre de Leipzig, en honor a la batalla de Leipzig contra Napoleón durante la invasión napoleónica de Rusia de 1813 que sucedió cerca de Leipzig. Como en todos los pueblos de emigrantes alemanes, todos los residentes en Leipzig trabajaban en la agricultura. La estación de tren de Leipzig en la línea ferroviaria Bender-Galaţi, construida en 1877, contribuyó al auge económico de la ciudad. 
La localidad pertenecía al Imperio ruso hasta 1918, pero luego pasó al reino de Rumanía con el final de la Primera Guerra Mundial. En septiembre de 1927, se produjo una grave inundación en Leipzig. Debido a las fuertes lluvias, se acumularon grandes cantidades de agua en el terraplén al norte del pueblo en el valle del río Kogilnik y la catástrofe sucedió cuando se rompió la presa (causando 31 muertos).
En 1940 fue tomada por soviéticos como parte de las cláusulas del pacto Ribbentrop-Mólotov. En virtud a este pacto, los alemanes locales fueron trasladados de forma voluntaria a la Alemania nazi (alrededor de 2.300 personas), siguiendo la política Heim ins Reich y reasentados en el Reichsgau de Wartheland. 
Durante el período de pertenencia a la Unión Soviética, se estableció una granja estatal en el pueblo, la iglesia fue demolida y se renombró como Serpneve. Desde el 10 de enero de 1947 el lugar es un asentamiento de tipo urbano.
Serpneve fue parte del raión de Tarútine hasta 2020, año en el que se hizo una reforma administrativa que redujo el número de raiónes del óblast de Odesa a siete, y el asentamiento pasó a ser parte del raión de Bolgrado.En 2023, Serpneve perdió el estatus de asentamiento de tipo urbano debido a la eliminación de este estatus administrativo.

## Demografía
La evolución de la población de Serpneve entre 1886 y 2022 fue la siguiente:
| 1962                                                          | 1785 | 2122 | 2302 | 1836 | 1774 | 1743 |
| (Fuente: Cities & Towns of Ukraine y UKRAINE: Größere Städte) |      |      |      |      |      |      |

Según el censo de 2001, la lengua materna de la mayoría de los habitantes, el 67,48%, es el ruso; del 10,95%, el gagaúzo; del 7,57% es el búlgaro; el rumano del 7,24%; y del ucraniano, 6,7%.

## Infraestructura

### Transporte
La estación de tren más cercana está al otro lado de la frontera, en Basarabeasca, pero la más cercana en Ucrania se encuentra en Bereziné, aproximadamente a 15 kilómetros. 
El asentamiento está conectado por carretera con Artsiz, donde hay más conexiones con Odesa, y con Tarútine por la T-1627, mientras que otras carreteras cruzan a Moldavia.